# Pitcairnia calderonii
Pitcairnia calderonii là một loài thực vật có hoa trong họ Bromeliaceae. Loài này được Standl. & L.B.Sm. miêu tả khoa học đầu tiên năm 1932.